# Hans Conrad Schumann
Hans Conrad Schumann (Zschochau, 28 marzo 1942 – Kipfenberg, 20 giugno 1998) è stato un militare tedesco.
Nel 1961, durante la costruzione del Muro di Berlino, fu il primo a riuscire a fuggire dal settore sovietico a quello occidentale della città. Il suo gesto passò alla storia e fu immortalato da una celebre foto di Peter Leibing e da un filmato.

## Biografia

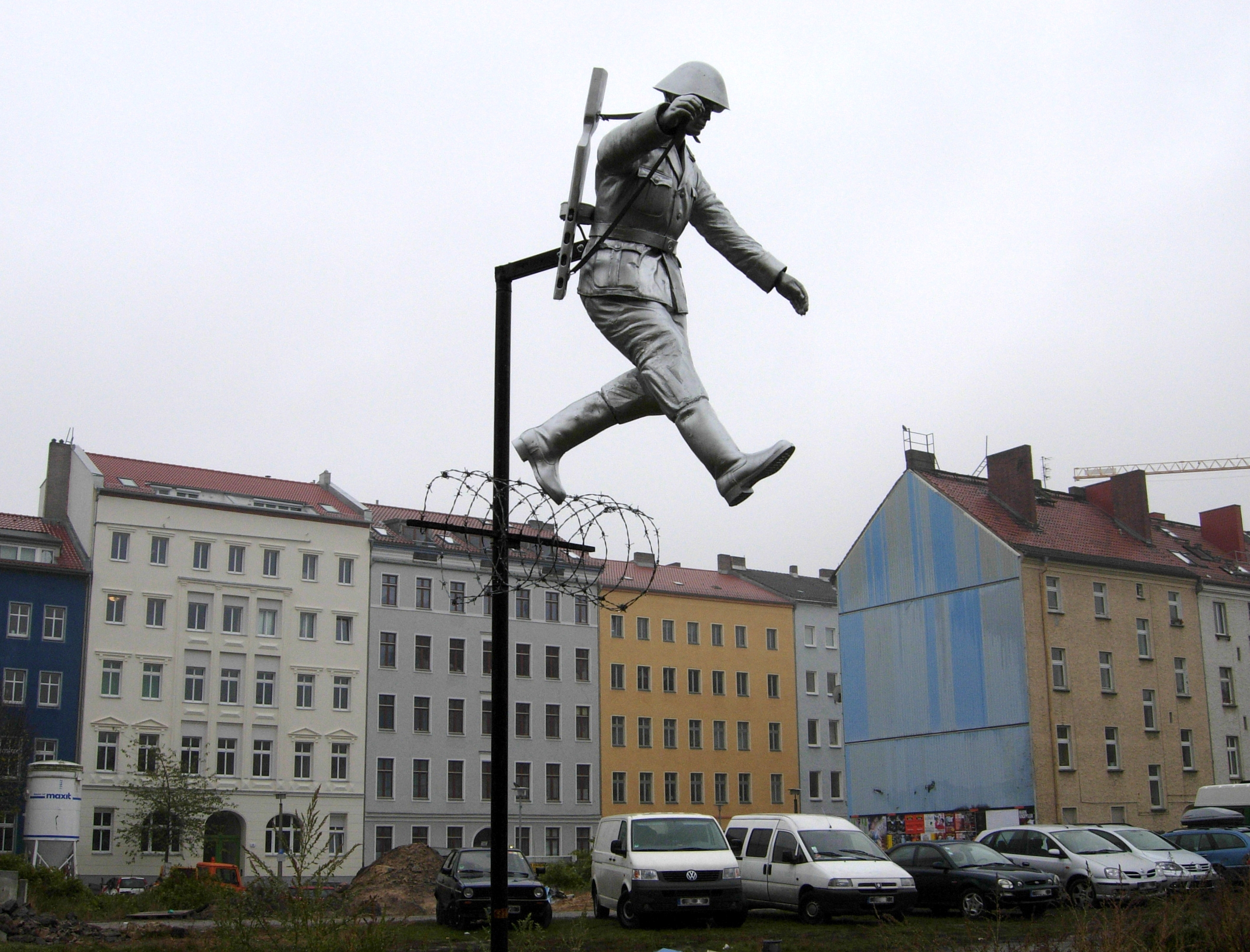
Monumento eretto a Berlino nei pressi di Bernauer Straße in memoria dell'episodio legato a Hans Conrad Schumann.

Conrad Schumann, nato in una famiglia modesta, entrò a 18 anni - nel 1960 - nell'esercito della Germania Est, raggiungendo il grado di sottufficiale. Il 15 agosto 1961, mentre era in costruzione il Muro di Berlino, Conrad approfittando di un momento di distrazione dei colleghi militari, saltò il filo spinato che divideva il confine. Il salto fu immortalato da una fotografia che fece il giro del mondo e diventò una delle icone-simbolo della guerra fredda, dato che a fuggire non fu un semplice cittadino, ma un soldato il cui compito era proprio quello di evitare fughe dall'Est verso l'Ovest.

Conrad ottenne lo status di rifugiato politico. Nel 1970 si trasferì in Baviera, dove si sposò ed ebbe un figlio. Fece numerosi mestieri, cadendo più volte nella depressione e nell'alcolismo. Per molti anni lavorò nello stabilimento della Audi, nella vicina Ingolstadt. Negli anni ottanta fu ricevuto dall'allora presidente degli Stati Uniti, Ronald Reagan. Ritornò nella Germania dell'Est dopo la caduta del Muro, nel 1989, per un viaggio, pur essendo in dubbio se rimettersi in contatto o meno coi suoi parenti. Il 20 giugno 1998, all'età di 56 anni, dopo una lite con la moglie, si suicidò impiccandosi ad un albero vicino alla sua casa nel villaggio di Kipfenberg, in Baviera.

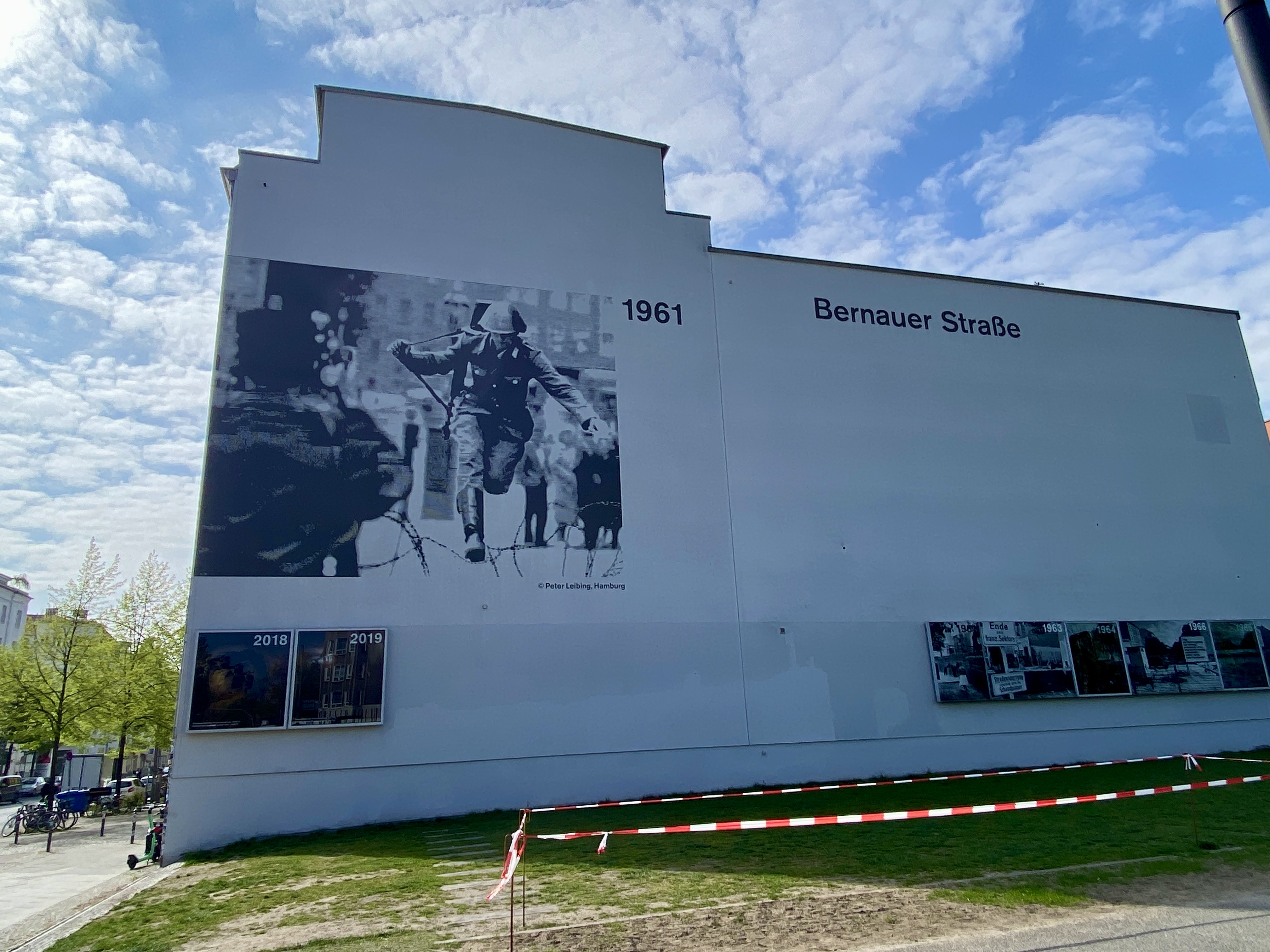
Edificio ad angolo fra Brunnen Straße e Bernauer Straße sulla cui facciata viene raffigurata la fuga di Conrad Schumann

## Scultura
Una scultura chiamata Mauerspringer ("Saltatore di muri"), opera di Florian Brauer, Michael Brauer ed Edward Anders, era visibile vicino al luogo della diserzione, ma è stata poi spostata sul lato di un edificio in Brunnenstrasse, diversi metri a sud di Bernauer Straße.